# Assemblée générale des étudiants de l'UNamur
 (mai 2023).
Si vous disposez d'ouvrages ou d'articles de référence ou si vous connaissez des sites web de qualité traitant du thème abordé ici, merci de compléter l'article en donnant les références utiles à sa vérifiabilité et en les liant à la section « Notes et références ».
Pour les articles homonymes, voir AGE.
L'Assemblée générale des étudiants de l'UNamur (AGE) est l'organe officiel de représentation et d'animation des étudiants de l'Université de Namur (UNamur) ; il les représente auprès des différents niveaux de décisions de l'UNamur et gère l'animation du campus namurois.
L'AGE a deux missions : assurer la défense des intérêts des étudiants par le biais du Conseil Etudiant et assurer l'animation du campus au travers du conseil animation. Pour ce faire, l'AGE chapeaute les cercles, kots-à-projets et régionales du campus, grace au relais de leurs assemblées respectives, et organise les activités tel que le Bal des Bleus, la Saint Nicolas des étudiants, la Fête de l'Université ou le Bal des Busés.
La direction de l'AGE se fait par un triumvirat. Un président est élu par les deux parties afin de conjuguer l'animation et la partie politique; il a la tache de la vie quotidienne et de la gestion du Bureau de l'AGE. Un Vice-président politique ayant la tache d'organiser les réunions du conseil étudiant et de s'assurer du bon fonctionnement de ce dernier. Un Vice-président animation ayant la responsabilité de s'occuper d'organiser les conseils animations et de préparer les activités festives de l'AGE.

## Représentation étudiante: Conseil Etudiant

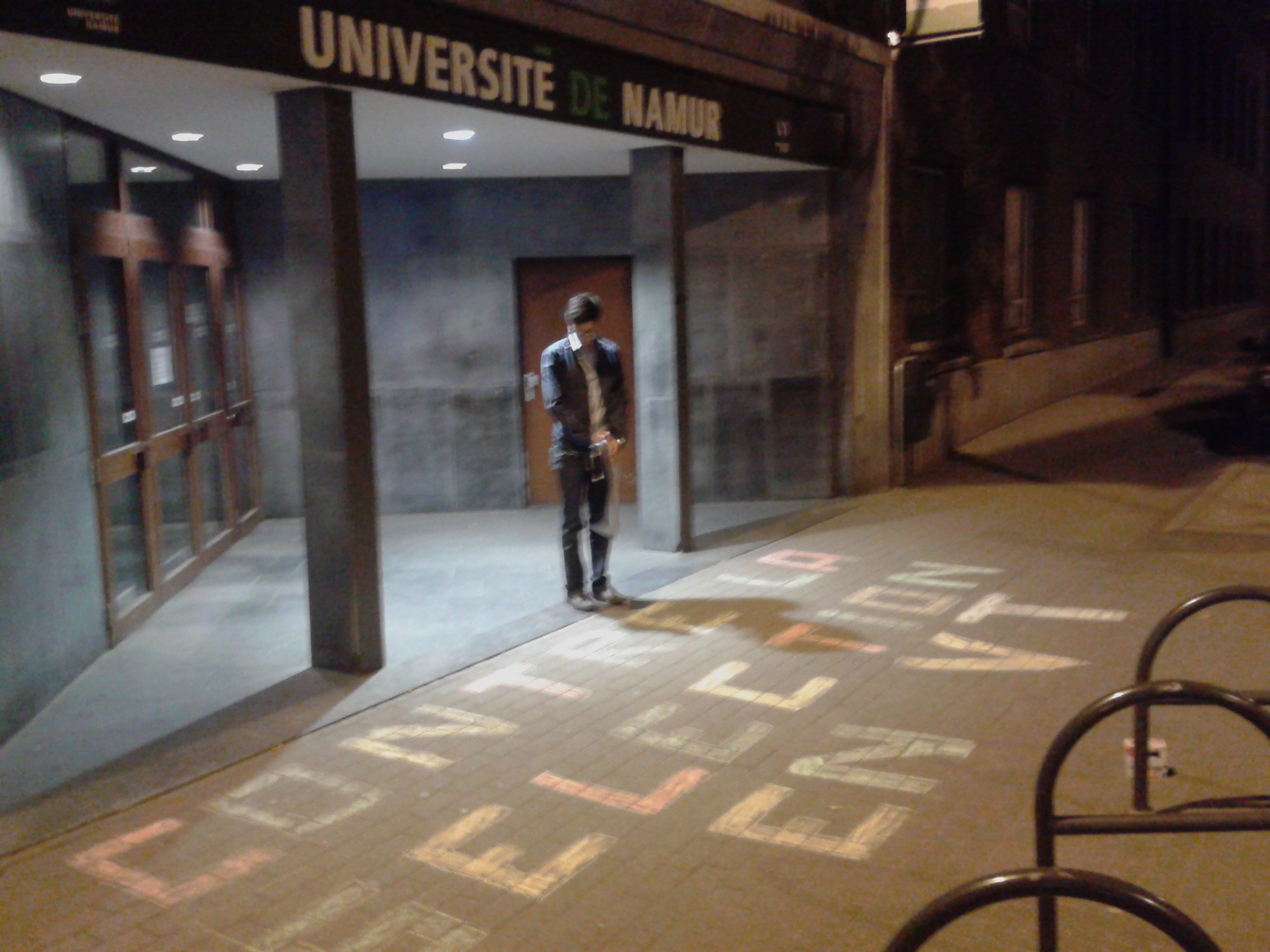
Action de la FEF contre la sélection aux études de médecines vétérinaire devant l'entrée de l'UNamur en 2015

Par les conseillers facultaires et les étudiants-administrateurs qui siègent au Conseil d'Administration (CA) ou à l'Assemblée Générale (AG) de l'université, le conseil étudiant défend les étudiants à tous les niveaux de décision et informe le campus. 
Les membres de cette chambre sont élus lors des élections étudiantes à la fin de chaque année académique (entre fin mars et début avril) pour l'année académique suivante, et sont au nombre de 40.  
Chaque année un vote à lieu pour savoir si le conseil étudiant s'affilie à une ORC (FEF ou rester indépendant). Si le conseil étudiant s'affilie à une ORC, des mandataires ORC sont envoyés afin de représenter les intérêts des étudiants de l'Université de Namur. Cette représentation se fait au niveau communautaire de la Fédération Wallonie-Bruxelles.  
Plusieurs fois par an, elle organise des conférences ou d'autres événements informatifs, en fonction de l'actualité concernant les étudiants afin de les informer et de les défendres (sélection pour l'entrée ou la poursuite des études, nouveaux décrets d'organisation de l'enseignement, etc.).

## Pôle animation: Chambre Animation
Regroupe les acteurs de la vie estudiantine (kots-à-projets, cercles, régionales), et coordonne les activités culturelles, festives et sociales.
L'année académique est marquée par l'organisation de grands événements tels que le Bal des Bleus, la Saint-Nicolas, le Bal de l'Université et le Bal des Busés. La Fête de l'Université marque aussi un temps fort dans l'année académique.
Chaque année, les évènements organisés par l'AGE rassemblent plus de 20.000 participants.

## Bureaux
Ses bureaux se situent à l'ancienne conciergerie de l'UNamur au 9, rue Bruno, 5000 Namur ; communément appelée Maison des étudiants. 
S'y trouve le permanent de l'AGE, chargé de soutenir le Bureau, les différents conseils et collectifs dans les processus de locations et taches administratives. 

## Présidents
- 1974-1975 : Michel de Clercq
- 1975-1976 : Christian Valenduc
- 1976-1977 : Christian Valenduc
- 1977-1978 : Bernard Herman
- 1978-1979 : Emmanuel Hachez
- 1979-1980 : Marcel Rémon
- 1980-1981 : Benoit Harmel
- 1981-1982 : ?
- 1982-1983 : Alain Junger
- 1983-1984 : Etienne de Callataÿ
- 1984-1985 : Isabelle Van Der Brempt
- 1985-1986 : Isabelle Van Der Brempt
- 1986-1987 : Pierre Libiouille - Pierre Desimpel
- 1987-1988 : Pierre-Yves Maniquet
- 1988-1989 : Jean-Louis Ponente
- 1989-1990 : Marie-Denise Zachary
- 1990-1991 : Thierry Godfroid
- 1991-1992 : Michael Simonis
- 1992-1993 : Maxime Brunet
- 1993-1994 : Alain Urbain
- 1994-1995 : Pierre-Louis Dhaeyer
- 1995-1996 : Pierre-Louis Dhaeyer
- 1996-1997 : Xavier Frin
- 1997-1998 : Jean-Sébastien Gosuin
- 1998-1999 : Xavier Cobbaert
- 1999-2000 : Samuel Batteux
- 2000-2001 : Paul Pirson
- 2001-2002 : Maxime Jonard
- 2002-2003 : Anne-Sophie Charles
- 2003-2004 : Julien Vanlaeys
- 2004-2005 : Thomas Ghilain
- 2005-2006 : Vincent Fally
- 2006-2007 : Michaël Verbauwhede
- 2007-2008 : Vincent Malmédy
- 2008-2009 : Edouard Dieudonné
- 2009-2010 : Arne Robbe
- 2010-2011 : Kevin Pirotte
- 2011-2012 : Corinne Martin
- 2012-2013 : Dang Vinh Tran
- 2013-2014 : Martin Minet
- 2014-2015 : Pierre Lepers
- 2015-2016 : François-Xavier Nolmans
- 2016-2017 : Brieuc Delanghe
- 2017-2018 : Timoté Fallais[3]
- 2018-2019 : Maxime Gramme
- 2019-2020 : Valentin Vandorpe
- 2020-2021 : Thomas Bouillon
- 2021-2022 : Mathias Soumoy
- 2022-2023 : Jeanne Nerac
- 2023-2024 : Kevin Persoons
- 2024-2025 : Emilien Perreaux
- 2025-2026 : Kilian Dubois

## Vice-présidents animation
- 2005-2006 : Pierre-François Lareppe
- 2012-2013 : Jean-Benoit Ronveau
- 2013-2014 : Jessica Re
- 2014-2015 : Maxime Darré
- 2015-2016 : Brieuc Delanghe
- 2016-2017 : Guillaume Colette - Maxime Gournis
- 2017-2018 : Maxime Gournis
- 2018-2019 : Bastien Delaunois
- 2019-2020 : Antoine Jacques
- 2020-2021 : Germain Tixhon
- 2021-2022 : Germain Tixhon
- 2022-2023 : Maxime Dehu
- 2023-2024 : Edouard Bomans
- 2024-2025 : Théo Delannay
- 2025-2026 : Tom Reculé

## Vice-présidents politique
- 2009-2010 : Kevin Pirotte
- 2010-2011 : Martin Guérard
- 2011-2012 : Laurent Dehon
- 2012-2013 : Perrine Lheureux
- 2013-2014 : Manoëlle Bulon
- 2014-2015 : Raphaël Mottale
- 2015-2016 : Raphaël Mottale
- 2016-2017 : Corentin Lucifora - Mathieu Vandenneucker
- 2017-2018 : Mathieu Vandenneucker
- 2018-2019 : Vincent Foulon
- 2019-2020 : Sarah Dehont
- 2020-2021 : Victor Peña
- 2021-2022 : Florence Pirard
- 2022-2023 : Charlie Vande Mergel
- 2023-2024 : Alexis Regardin
- 2024-2025 : Pablo Giesdorf
- 2025-2026 : Pierre-Louis Cambier

## Actualités
En 2018, des soupçons de détournements de fonds et d'attribution de ressources ont poussés un membre à faire une déclaration à la presse. Cette affaire est restée sans suite.
En novembre 2023, le conseil étudiant à organiser un débat avec des représentants des principaux partis politiques francophones afin d'aborder le sujet des élections européennes. Une action similaire de l'AGE a eu lieu courant 2024 afin d'informer les jeunes sur les élections de juin de la même année.
Lors de l'année académique 2024-2025, l'AGE à fêter ses 50 ans à l'Arsenal. Événement ayant regroupé plusieurs générations des membres des bureaux AGE depuis 1974.
En octobre 2024, le conseil étudiant de l'UNamur à publier, en collaboration avec la Fédé de Liège, une lettre ouverte pour promouvoir la création d'un parlement étudiant. Cette action n'a pas abouti à la création d'un Parlement Etudiant malgré des rencontres avec le pouvoir politique.